# Postigo do Carvão (Porto)

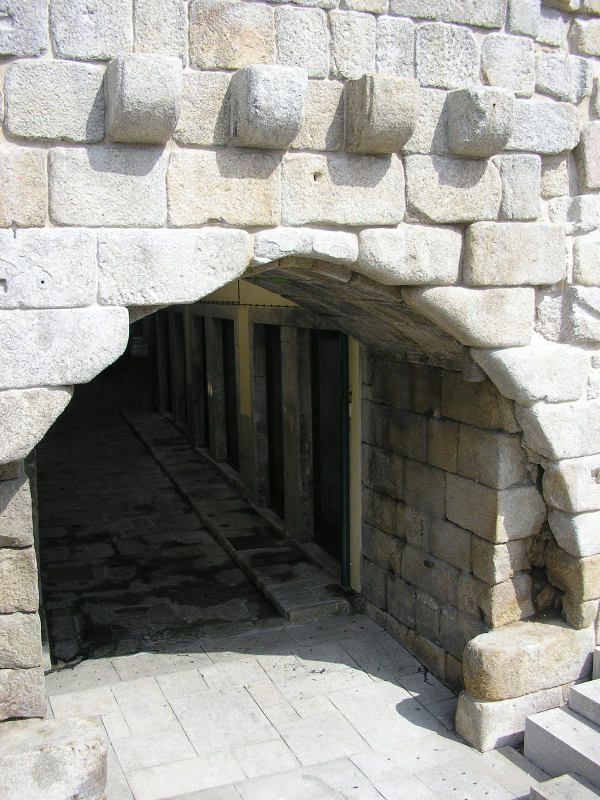
Postigo do Carvão

Das 17 portas e postigos das Muralhas Fernandinas, construídas no século XIV em torno da cidade do Porto, o Postigo do Carvão é o único que sobreviveu até aos nossos dias.
Através deste postigo, situado na imediação da actual Praça da Ribeira, era feita a ligação da Rua da Fonte Taurina ao cais, onde atracavam os barcos no rio Douro.